# Let me go!
「Let me go!」（レット・ミー・ゴー）は、Favorite Blueの11枚目のシングル。

## 内容
フジテレビおよび系列各局で放送されたテレビアニメ『ドクタースランプ』の中期エンディングテーマで、34話から45話まで使用された。『FB BEST〜eternal trax〜』や『Solitude』にも収録されている。

## 収録曲
全曲 作詞：松崎麻矢、作曲・編曲：木村貴志
1. Let me go!
2. Let me go!  (A.C.D. Remix)
3. Let me go! (Instrumental) (5:13)